# Personifikation

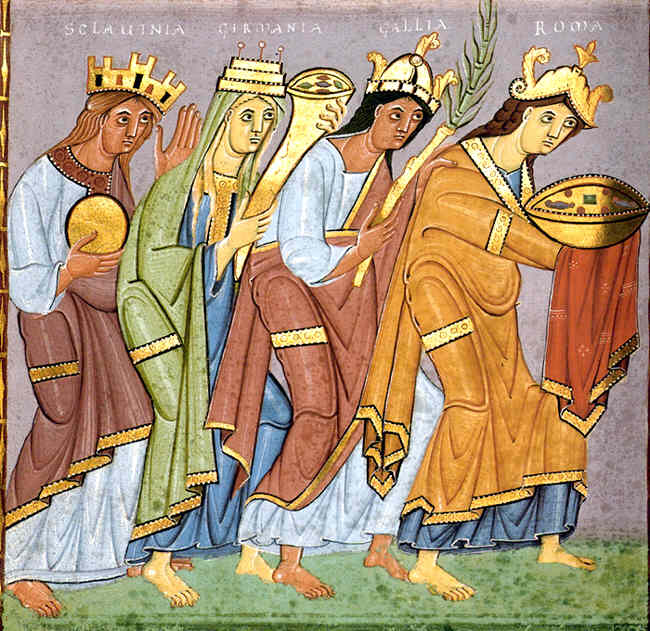
Die Personifikationen (v. l. n. r.) Sclavinia (für die Völker der Slaven), Germania (für die Bewohner Germaniens), Gallia (für die Bewohner Galliens) und Roma (für die Bewohner Italiens) huldigen Kaiser Otto III. durch Geschenke (Buchmalerei aus dem Evangeliar Ottos III., 990 n. Chr.).

Die Personifikation, Personifizierung oder fictio personae ist je nach Kontext entweder eine rhetorische Figur, die Tieren, Pflanzen, Gegenständen, toten Personen oder abstrakten Wesenheiten eine Stimme gibt (Prosopopöie; von griech. προσωποποιία prosōpopoiía) oder menschliche Züge verleiht – eine künstlerische Darstellung von etwas Abstraktem in Gestalt einer Person – oder aber die Vorstellung von Naturgewalten als personalen Wesen im religiösen Bereich. Im allgemeineren Sinne spricht man auch von Anthropomorphismus. Je nach Auffassung der strukturellen bzw. definitionsmäßigen Beziehungen zueinander wird auch entweder die Personifikation oder aber der Anthropomorphismus als Spezialfall der Metapher gesehen. Eine erweiterte Personifikation kann ebenso wie eine erweiterte Metapher auch als Allegorie oder Nationalallegorie betrachtet werden.

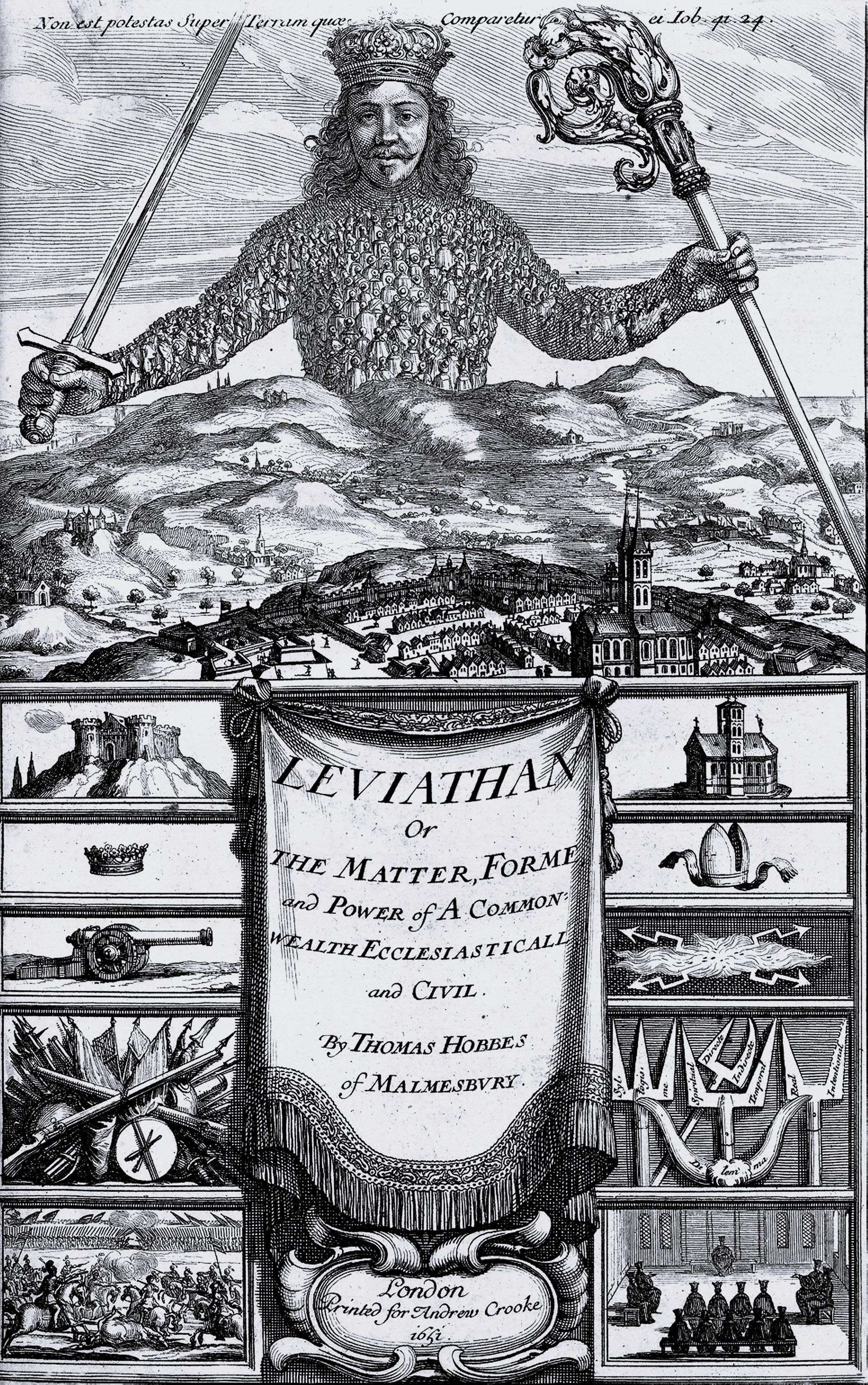
Anthropomorphe Darstellung des Staats: die berühmte Titelseite von Thomas Hobbes’ Leviathan aus dem Jahr 1651

Personifikation ist zu unterscheiden von der Personalisierung als einem Prinzip der Geschichtsdidaktik.

## Rhetorik
Personifikationen sind eines der häufigsten Stilmittel in Lyrik und Epik.
Beispiele:
- „Jetzt lacht das Glück uns an / bald donnern die Beschwerden.“ (Andreas Gryphius)
- „Natur schläft – ihr Odem steht,
Ihre grünen Locken hangen schwer,
Nur auf und nieder ihr Herzschlag geht
Ungehemmt im heiligen Meer.“ (Annette von Droste-Hülshoff)
- „Der Garten trauert“
- „Der Dollarkurs liegt am Boden.“
- „Der Tag verabschiedet sich.“
- „Die Sonne lacht.“
- „Der Himmel weint.“
- „Der schlaue Fuchs“

Ausdrücke wie „Vater Staat“, „Mutter Natur“ oder „Väterchen Frost“ gehören zu den abgesunkenen Personifikationen. Also sind Personifikationen abstrakte Gestalten: Tiere oder auch Pflanzen, die die Gaben eines Menschen übernehmen, zum Beispiel „der Garten trauert“, „die Sonne lacht“.
Die Personifikation gilt als eine der am leichtesten zu erkennenden Stilfiguren. Sie wird in einer Sprache dann besonders erleichtert, wenn die Wörter für Personen und für die personifizierten Gegenstände, Tiere, Symbole und so weiter die gleiche syntaktische bzw. grammatische Struktur aufweisen. So kann man beispielsweise auf Deutsch den Begriff der Regen leicht personifizieren: „Der Regen griff nach mir“ hat die gleiche Struktur wie: „Der Anton griff nach mir.“ Gäbe es regnen nur als Verb, so wäre eine Personifikation nicht so einfach möglich.

## Bildende Kunst

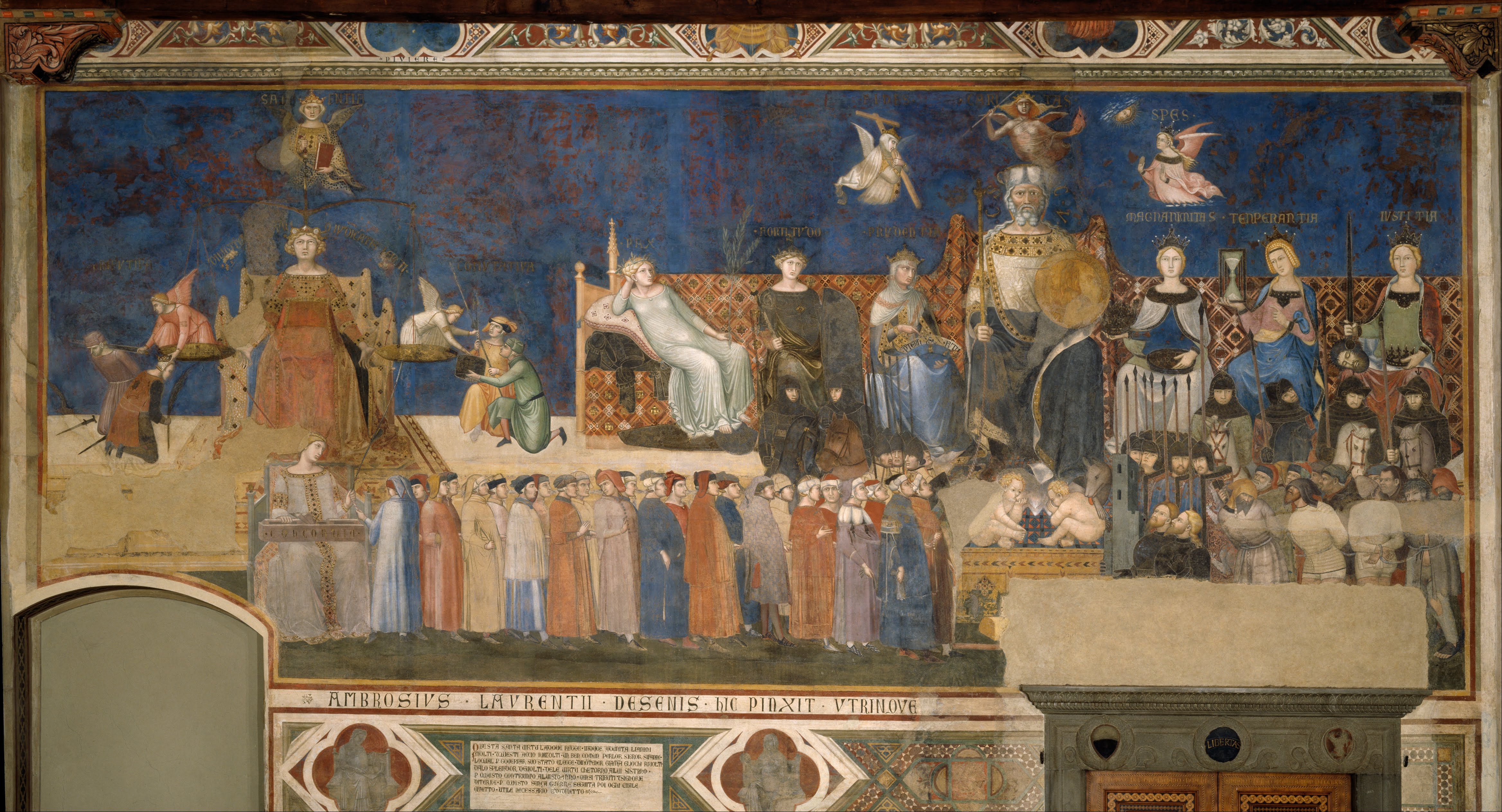
Allegorie der guten Regierung, mit den Personifikationen von Frieden, Großzügigkeit, Stärke, Klugheit, Gerechtigkeit und Mäßigung

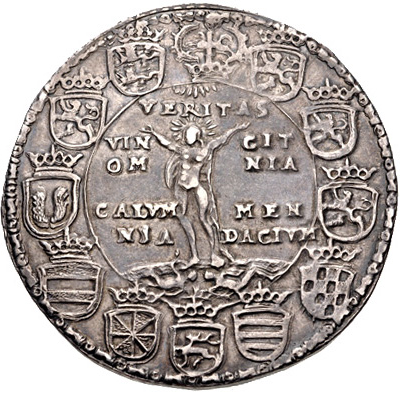
Wahrheitstaler mit der personifizierten nackten Wahrheit

In der bildenden Kunst kommen Personifikationen in allen Epochen vor. Sie bezeichnen Figuren, die einen abstrakten Inhalt bzw. Sachverhalte allegorisch verkörpern: den Frühling, Christentum und Judentum, den Fluss Tiber, die Stadt Rom, den Gevatter Tod, die gute Regierung, die Tugenden oder Laster usw.
Ob eine Personifikation weiblich (femininum) oder männlich (masculinum) dargestellt wird, hängt vom Genus des Wortes ab, das der Personifikation zu Grunde liegt. Das Haus zum Roten Ochsen in Erfurt zeigt beispielsweise die Sonne als bärtigen Mann, obwohl sie im Deutschen weiblich ist, da der Künstler das im Lateinischen maskuline Wort sol zugrunde gelegt hat. Entsprechend ist der Mond (luna, feminin) als Frau dargestellt.

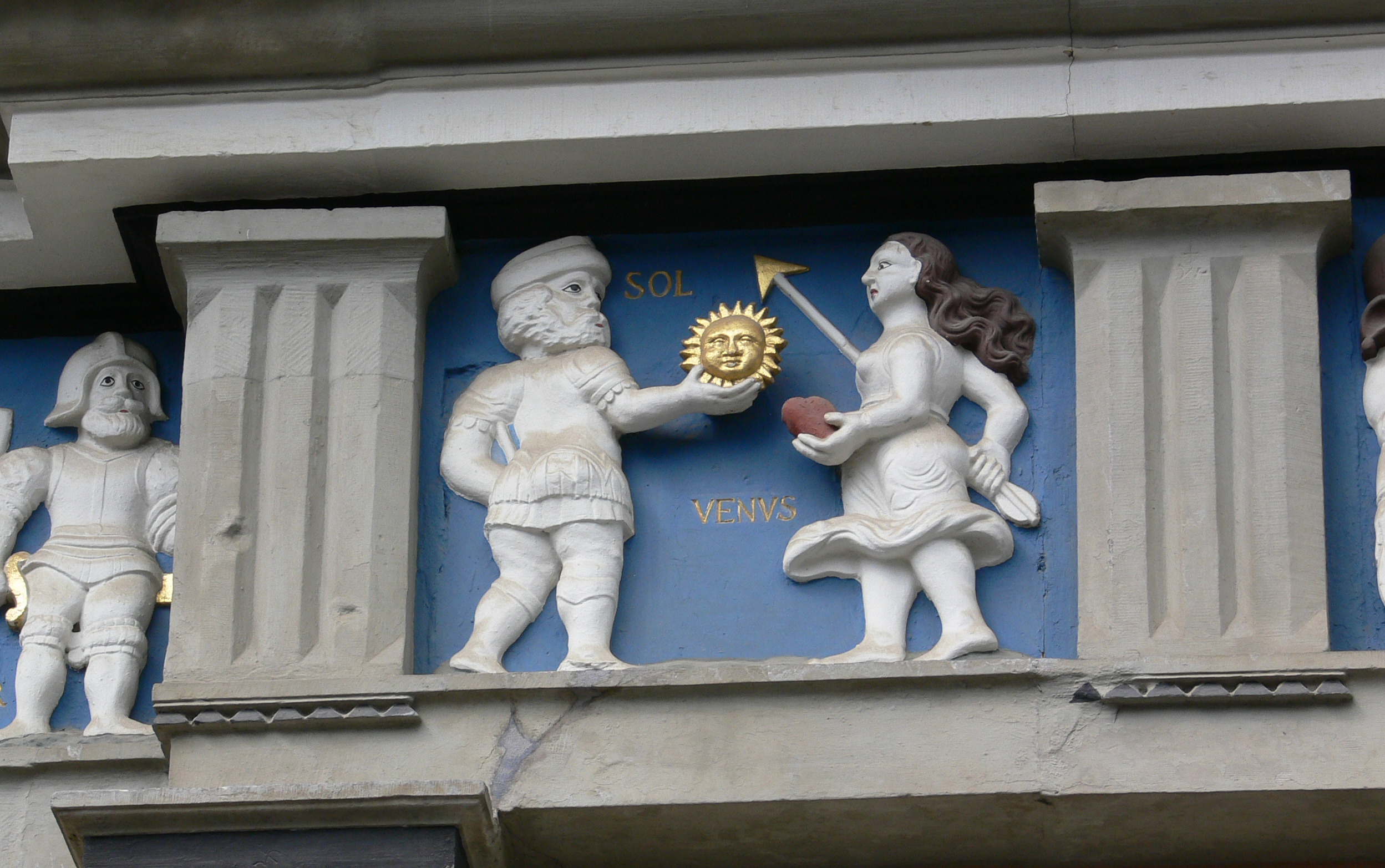
Die Sonne sol als Mann
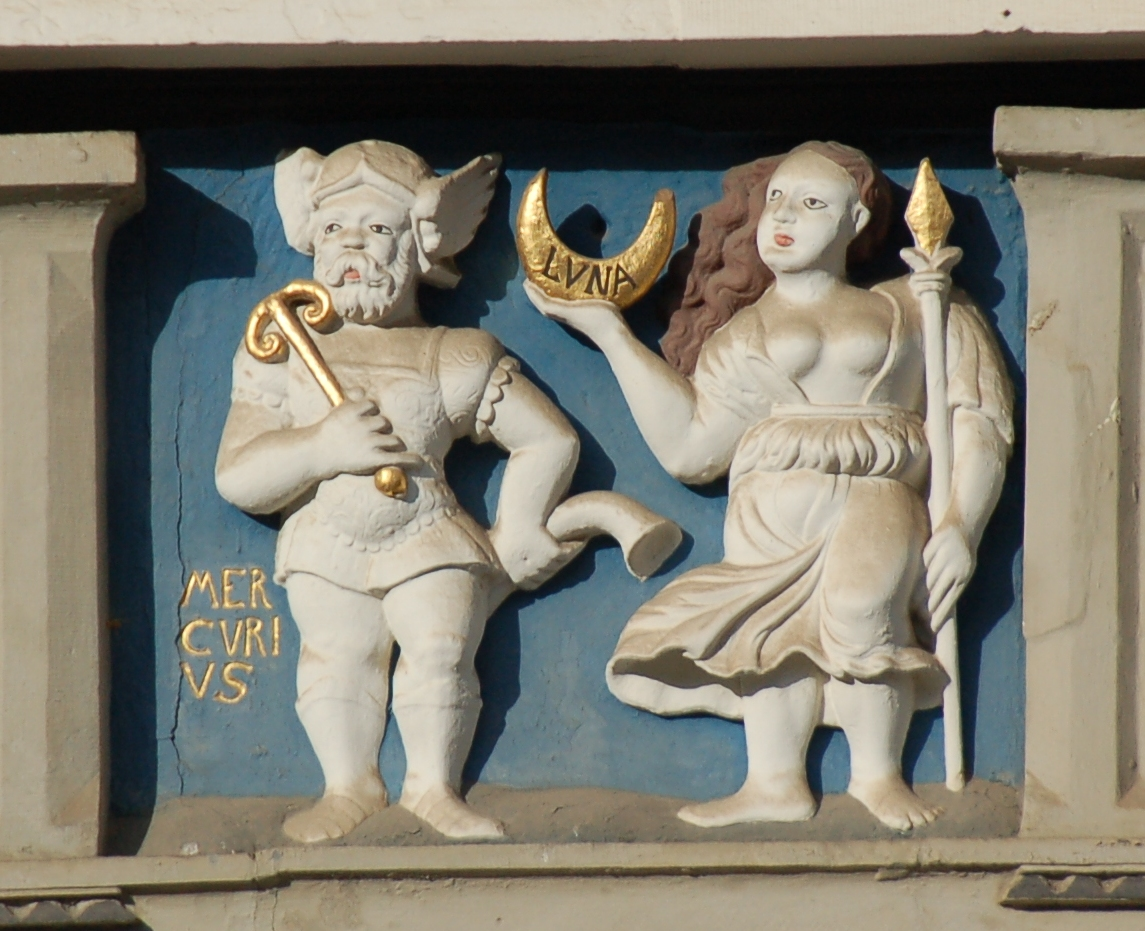
Der Mond luna als Frau

Personifikationen sind oft mit Attributen versehen, um vom Betrachter leichter .identifiziert werden zu können.
Eine besondere Vorliebe für emblematische Darstellungen zeigt in einer Serie von Talern Heinrich Julius zu Braunschweig und Lüneburg, Fürst von Braunschweig-Wolfenbüttel. Im Münzbild des Wahrheitstalers ist die Wahrheit nackt zu sehen und steht mit den Füßen auf der Verleumdung und der Lüge. Die Inschrift im Feld bestätigt das: VERITAS / VIN – CIT / OM – NIA / CALVMNIA / MENDACIUM (Die Wahrheit besiegt alle Verleumdung und Lüge). Die Taler mit symbolischen Darstellungen dienten dem Herzog in den Auseinandersetzungen mit einigen adligen Familien seines Landes, ebenso wie seine Mückentaler, zur Propaganda.
In Dichtung und bildender Kunst erscheinen  Personifikationen als Allegorien.

## Religion

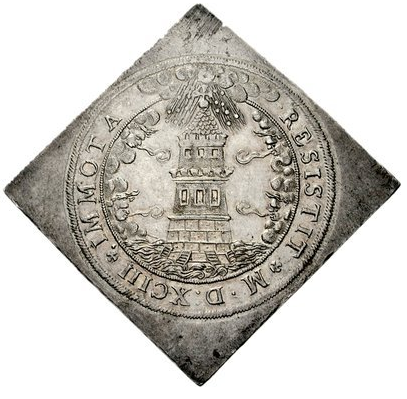
Der Turmtaler zeigt einen aus brandenden Wogen herausragenden Turm, der heftigen Stürmen ausgesetzt ist, die durch Köpfe personifiziert sind. Über dem Turm fällt Hagel aus Gewitterwolken.

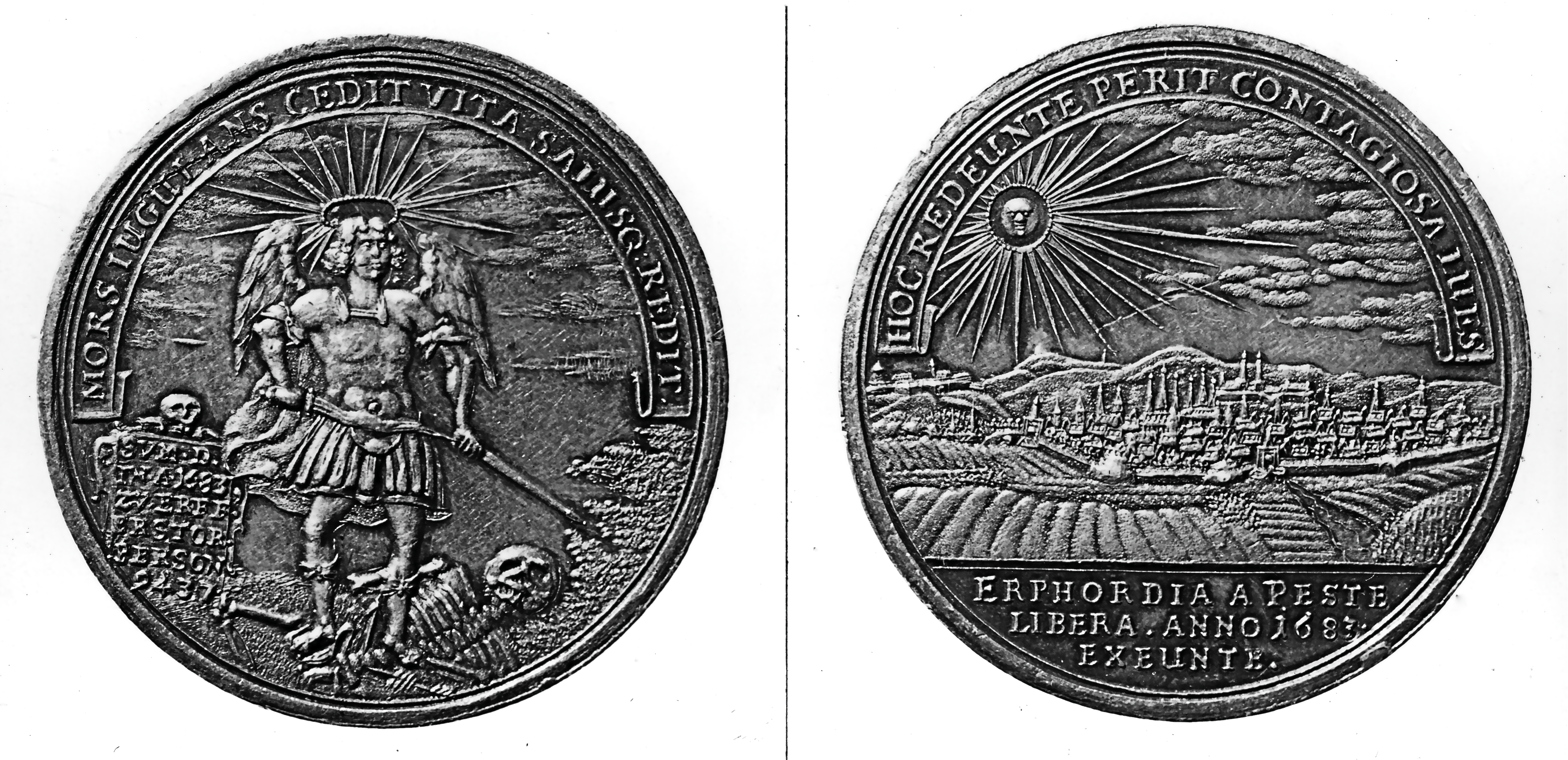
Gedenkmedaille, ein sogenannter Pesttaler aus Silber auf die Beendigung der letzten Erfurter Pestepidemie von 1683, mit dem personifizierten Tod und der personifizierten Sonne

In Religion und Mythos ist die Personifikation von Naturgewalten (→ Animismus) weit verbreitet und spielt in der Geschichte beachtliche Rolle. Für die Personifikation im Christentum siehe Hypostase.
Personifikation könnte auf Grundstrukturen unseres Denkens hinweisen. Sinneseindrücke werden im Gehirn durch Zuordnung zu bekannten Erfahrungen interpretiert. In früher Kindheit erfahren wir uns selbst und andere, also Personen, als Ursachen von Veränderungen. Umgekehrt interpretieren Kinder Veränderungen intuitiv oft als Wirkung von Personen. So vermuten sie manchmal geisterhafte Wesen als Ursache von z. B. knarrenden Dachbalken. 
Personifizierende Interpretationsmuster stehen uns früher zur Verfügung als das abstrakte Denken. Für jüngere Kinder ist die Vorstellung einer personifizierten Sonne, die über den Himmel wandert, intuitiv leichter zu begreifen als etwa ein heliozentrisches Weltbild mit seinen abstrakteren Begriffen, z. B. Schwerkraft.
Möglicherweise entstehen so zahlreiche Vorstellungen von personifizierten Naturkräften. Z. B. ist Poseidon im griechischen Mythos der Gott des Meeres; eine Vielzahl von Belegen aus der Bibel kann als Erinnerung an die Personifikation von Naturgewalten aus der Zeit vor der Verfestigung zum Monotheismus verstanden werden, so die folgende Stelle aus dem Buch Ijob: „Und der Herr antwortete Hiob aus dem Wettersturm und sprach.“ (Ijob 38,1). Weitere solche Natur-Personifikationen lassen sich in vielen Kulturen finden:
- Wetter (Regen, Schnee, Hagel und Gewitter): Die Wetterheiligen, Zeus bei den Griechen, Chaac bei den Maya, Regentänze bei den Indianern
- Wellen: Der Meeresgott Poseidon im griechischen Mythos
- Wind: Der Windgott Aiolos
- Abenddämmerung: Der griechische Gott Astraios
- Morgenröte: Die Göttin Eos
- Sonne: Wurde in vielen Kulturen als Gottheit verehrt (siehe Sonnengottheiten)
- Schnee: Schneegottheiten wie beispielsweise Yuki-onna
- Eis: Eisheilige
- Kälte: Der Tolteken- und Aztekengott Tezcatlipoca
- Feuer: Die sog. Feuerbringer etlicher Mythologien.

Eine Sedisvakanzmünze des Kirchenstaats, ein Mezzo Skudo von 1829, deutet die Kirche auf Wolken sitzend, mit der linken Hand ein Kreuz haltend und mit der rechten auf die Tiara und ein Modell des Petersdoms zeigend.